# Abraham Sofaer
Abraham Sofaer (* 1. Oktober 1896 in Rangun, Birma; † 21. Januar 1988 in Los Angeles, Kalifornien) war ein britischer Film- und Theaterschauspieler birmanischer Herkunft.

## Leben
Der Sohn jüdischer Eltern studierte zunächst Erziehungswissenschaften auf Lehramt, zog jedoch bereits im Alter von 19 Jahren nach London, um seinen Traum von der Schauspielerei zu verwirklichen. Nachdem er als Bühnenarbeiter seinen Unterhalt verdient hatte, debütierte Sofaer 1921 als Statist in Der Kaufmann von Venedig. Erst ab 1925 folgten größere Bühnenrollen – speziell in Stücken von William Shakespeare – und ab Beginn der 1930er Jahre stand er sowohl in London als auch am Broadway auf der Bühne.
1931 debütierte Sofaer auch als Filmschauspieler im Filmdrama Stamboul. Durch sein mediterranes Äußeres waren Juden, Araber, Armenier, Türken und Inder bevorzugt Sofaers Filmrollen. Zu seinen bekannteren Rollen gehörte ein Auftritt in der Fernsehserie Raumschiff Enterprise. Ab Mitte der 1950er Jahre ließ sich Sofaer in Hollywood nieder. Er ist einer der wenigen Schauspieler, die bei ihrer Ankunft in den USA nicht die US-amerikanische Staatsbürgerschaft annahmen. Bis 1974 war Sofaer aktiv als Schauspieler tätig, ehe er sich zur Ruhe setzte. Als Privatmann galt Sofaer als typisches Beispiel eines Briten, der Cricket zu seinen bevorzugten Sportarten zählte. Er verstarb im Alter von 91 Jahren an Herzversagen.

## Filmografie

### Spielfilme
- 1931: Dreyfus
- 1931: Stamboul
- 1932: The Flight Lieutenant
- 1933: Ahasver, der ewige Jude (The Wandering Jew)
- 1934: Das Privatleben des Don Juan (The Private Life of Don Juan)
- 1936: Rembrandt
- 1946: Irrtum im Jenseits (A Matter of Life and Death)
- 1947: Zirkus Barney (Dual Alibi)
- 1948: Wer ist Rex? (Calling Paul Temple)
- 1949: Columbus (Christopher Columbus)
- 1950: Achtung! Kairo… Opiumschmuggler (Cairo Road)
- 1951: Quo vadis?
- 1954: Weißer Herrscher über Tonga (His Majesty O‘Keefe)
- 1954: Elefantenpfad (Elephant Walk)
- 1954: Wenn die Marabunta droht (The Naked Jungle)
- 1956: Knotenpunkt Bhowani (Bhowani Junction)
- 1956: Sturm über Persien (Omar Khayyam)
- 1956: Der Held von Texas (The First Texan)
- 1962: Hitler
- 1962: Taras Bulba
- 1962: Kapitän Sindbad (Captain Sindbad)
- 1963: Vier für Texas (4 for Texas)
- 1965: Die größte Geschichte aller Zeiten (The Greatest Story Ever Told)
- 1967: Reise ins Zentrum der Zeit (Journey to the Center of Time)
- 1969: Alexandria – Treibhaus der Sünde (Justine)
- 1970: Chisum

### Fernsehserien
- 1960/1962: Rauchende Colts (Gunsmoke)
- 1958/1960/1963: Perry Mason (Perry Mason)
- 1965: Solo für O.N.C.E.L. (The Man from U.N.C.L.E.)
- 1966: Kobra, übernehmen Sie (Mission: Impossible)
- 1966/1968: Raumschiff Enterprise (Star Trek)
- 1968: Bezaubernde Jeannie (I Dream of Jeannie)